# Kreis Süderdithmarschen
Der Kreis Süderdithmarschen war ein Landkreis in der preußischen Provinz Schleswig-Holstein (1867–1932, 1933–1945) und anschließend ein Kreis im Bundesland Schleswig-Holstein (1946–1970).

## Geographie

### Lage
Der Kreis lag an der Westküste Schleswig-Holsteins.

### Nachbarkreise
Der Kreis grenzte Anfang 1970 im Uhrzeigersinn im Norden beginnend an die Kreise Norderdithmarschen, Rendsburg und Steinburg. Im Süden grenzte er an die Elbe, im Westen an die Nordsee.

## Geschichte

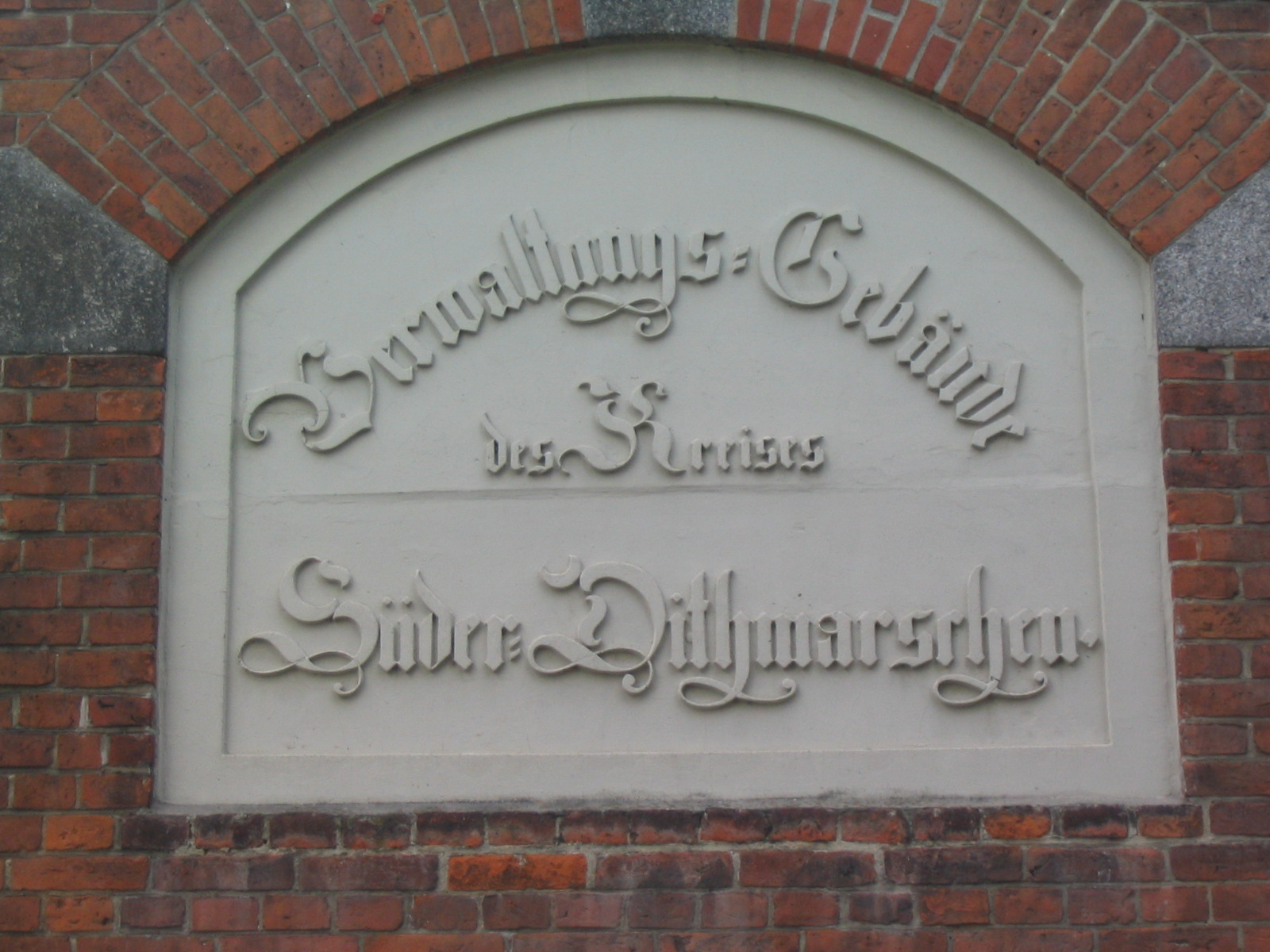
Schild der alten Kreisverwaltung in Meldorf

Flagge des Kreises Süderdithmarschen

Süderdithmarschen als territoriale Einheit entstand 1559 nach der letzten Fehde, als die bis dahin selbständige Bauernrepublik Dithmarschen unter den Siegern geteilt wurde. Süderdithmarschen kam an König Friedrich II. von Dänemark.
Kreisstadt war Meldorf, weitere Städte Marne und Brunsbüttel. Am 18. Februar 1891 wurde zusätzlich die zuvor zu Großbritannien gehörende Insel Helgoland in Bezug auf die staatliche Verwaltung dem Kreis Süderdithmarschen zugeordnet. Dieser Zustand endete zum 1. Oktober 1922, als Helgoland einen eigenen Landrat als untere Verwaltungsbehörde erhielt.
Süderdithmarschen war eine frühe Hochburg des Nationalsozialismus. Eine antirepublikanische und gegen die Moderne gerichtete Grundstimmung führte dazu, dass die Blut-und-Boden-Ideologie der Nationalsozialisten in Dithmarschen auf fruchtbaren Boden fiel.
| Wahl      | Süderdithmarschen | Schleswig-Holstein | Deutsches Reich |
| --------- | ----------------- | ------------------ | --------------- |
| 1924 (I)  | 06,8 %            | 07,4 %             | 06,6 %          |
| 1924 (II) | 03,8 %            | 02,7 %             | 03,0 %          |
| 1928      | 17,8 %            | 04,0 %             | 02,6 %          |
| 1930      | 36,3 %            | 27,0 %             | 18,3 %          |
| 1932 (I)  | 59,8 %            | 51,0 %             | 37,4 %          |
| 1932 (II) | 57,5 %            | 45,7 %             | 33,1 %          |
| 1933      | 63,7 %            | 53,2 %             | 43,9 %          |

Am 1. Oktober 1932 wurde der Landkreis zusammen mit dem Kreis Norderdithmarschen vorübergehend zum Kreis Dithmarschen vereinigt. Am 1. Oktober 1933 wurden die beiden Kreise wieder getrennt.
Große Teile des Kreises Süderdithmarschen waren bis 1934 in Kirchspielslandgemeinden gegliedert. Die Kirchspielslandgemeinden waren regionaltypische und historisch gewachsene Verwaltungseinheiten. Sie wurden am 1. April 1934 aufgelöst und ihre einzelnen Dörfer wurden zu eigenständigen Landgemeinden erhoben. Nach einer Reihe von Gemeindefusionen im Verlauf der 1930er Jahre umfasste der Kreis 1945 zwei Städte und 83 Landgemeinden.
Nach weiteren Gemeindefusionen bestanden im Kreis Süderdithmarschen Anfang 1970 noch 67 Gemeinden, darunter die drei Städte Brunsbüttel, Marne und Meldorf. Im Zuge der schleswig-holsteinischen Verwaltungsreform wurde der Kreis am 26. April 1970 mit dem Kreis Norderdithmarschen zum heutigen Kreis Dithmarschen vereinigt, der in seinen Grenzen wieder dem Territorium der ehemaligen Bauernrepublik entspricht.

## Einwohnerentwicklung
| Jahr | Einwohner | Quelle |
| ---- | --------- | ------ |
| 1867 | 039.485   | [ 4 ]  |
| 1890 | 043.883   | [ 5 ]  |
| 1900 | 048.526   | [ 5 ]  |
| 1910 | 055.953   | [ 5 ]  |
| 1925 | 053.438   | [ 5 ]  |
| 1939 | 053.676   | [ 5 ]  |
| 1946 | 102.273   | [ 6 ]  |
| 1950 | 098.225   | [ 5 ]  |
| 1960 | 071.800   | [ 5 ]  |
| 1968 | 073.300   | [ 7 ]  |

## Politik

### Landräte
- 1868 bis 1884: Eduard Müllenhoff
- 1885 bis 1897: Peter Junker Jürgensen
- 1898 bis 1910: Adolf Johanssen
- 1911 bis 1919: Otto Wachs
- 1919 bis 1932: Friedrich Pauly
- 1933 bis 1936: Ernst Kracht
- 1936 bis 1939: Erich Buchholz
- 1939 bis 1945: Karl Eger
- 1942 bis 1944: Johannes Beck
- 1944 bis 1945: Fritz Rietdorf
- 1945: Klinkhardt, Regierungsrat
- 10. Mai 1945 bis 30. April 1946: Karl Henningsen, Landgerichtsdirektor a. D. (kommissarisch)
- 1. Mai 1946 bis 20. Oktober 1946: Fritz Bremer, Kaufmann
- 21. Oktober 1946 bis 12. November 1948: Hermann Schwieger, Zimmerer
- 13. November 1948 bis 30. Juni 1956: Carl Albers, Landwirt
- 1. Juli 1956 bis 31. Dezember 1966: Christoph Bernhard Schücking, Jurist
- 1. März 1967 bis 25. April 1970: Karl-Heinrich Buhse, Jurist

### Kreispräsidenten
- 14. April 1950 bis 25. Mai 1951: Hermann Schlüter, Oberregierungsschulrat
- 25. Mai 1951 bis 25. April 1970: Ernst Schoof, Rechtsanwalt und Notar

## Gemeinden
(Verwaltungsgliederung vom 25. April 1970, Einwohnerzahlen vom 27. Mai 1970)
Städte (Einwohner) (Fläche in ha)
1. Brunsbüttel (12.225) (5875)
2. Marne (5.383) (471)
3. Meldorf (7.489) (1772)

| Weitere Gemeinden (Einwohner) (Fläche in ha) 1. Albersdorf (3.393) (1712) 2. Arkebek (216) (693) 3. Averlak (662) (905) 4. Bargenstedt (772) (1193) 5. Barlt (969) (1989) 6. Barsfleth (260) (591) 7. Blangenmoor-Lehe (275) (644) 8. Brickeln (201) (607) 9. Buchholz (851) (1455) 10. Bunsoh (521) (1168) 11. Burg (Dithmarschen) (3.785) (1121) 12. Busenwurth (328) (812) 13. Christianskoog (195) (1095) 14. Diekhusen-Fahrstedt (625) (775) 15. Dingen (519) (703) 16. Eddelak 1 (1.354) (920) 17. Eesch (135) (211) 18. Eggstedt (805) (1279) 19. Elpersbüttel (740) (1736) 20. Epenwöhrden (615) (1353) 21. Farnewinkel (238) (366) 22. Fiel (120) (456) 23. Frestedt (460) (1031) 24. Friedrichskoog 2 (2.872) (5362) 25. Großenrade (496) (1041) 26. Gudendorf (392) (602) 27. Helse 3 (952) (1151) 28. Hemmingstedt (2.971) (1603) 29. Hochdonn (1.053) (541) 30. Immenstedt (118) (309) 31. Jützbüttel (118) (336) 32. Kaiser-Wilhelm-Koog (471) (1306) 33. Ketelsbüttel (173) (405) 34. Kronprinzenkoog (1.164) (2585) 35. Krumstedt (564) (1584) 36. Kuden (515) (1136) 37. Lieth (282) (466) 38. Lohe-Rickelshof (1.197) (539) 39. Marnerdeich (289) (131) 40. Neufeld (712) (1044) 41. Neufelderkoog (170) (1020) 42. Nindorf (757) (509) 43. Nordhastedt (1.900) (2199) 44. Odderade (359) (1128) 45. Offenbüttel (330) (1425) 46. Osterrade (340) (1022) 47. Quickborn (199) (695) 48. Ramhusen (199) (480) 49. Röst (156) (692) 50. Sankt Michaelisdonn (3.234) (2308) 51. Sarzbüttel (654) (1334) 52. Schafstedt (1.188) (1859) 53. Schmedeswurth (249) (592) 54. Schrum (82) (500) 55. Süderhastedt (798) (1574) 56. Süderrade (68) (352) 57. Süderwöhrden (1.140) (1754) 58. Tensbüttel (444) (1240) 59. Thalingburen (266) (652) 60. Trennewurth-Trennewurtherdeich (404) (781) 61. Volsemenhusen (535) (1660) 62. Wennbüttel (99) (454) 63. Windbergen (858) (1728) 64. Wolmersdorf (414) (617) |

## Ehemalige Gemeinden

### Kirchspielslandgemeinden bis 1934
Die folgende Liste enthält die Kirchspielslandgemeinden des Kreises Süderdithmarschen, die am 1. April 1934 aufgelöst wurden, und ihre jeweiligen Nachfolgegemeinden:
| Kirchspiels- landgemeinde | 1934 neu gebildete Gemeinden |
| ------------------------- | --- |
| Albersdorf                | Albersdorf, Arkebek, Bunsoh, Immenstedt, Jützbüttel, Offenbüttel, Osterrade, Röst, Schafstedt, Schrum, Süderrade, Tensbüttel, Wennbüttel |
| Barlt                     | Barlt, Barlter Alten- und Neuendeich |
| Brunsbüttel               | Brunsbüttel, Mühlenstraßen, Osterbelmhusen, Ostermoor, Westerbelmhusen |
| Burg                      | Brickeln, Buchholz, Burg in Dithmarschen, Kuden, Quickborn |
| Eddelak                   | Averlak, Behmhusen, Blangenmoor-Lehe, Dingen, Warfen, Westerbüttel |
| Hemmingstedt              | Braaken, Hemmingstedt, Lieth, Lohe, Rickelshof |
| Marne                     | Diekhusen, Fahrstedt, Helse-Helserdeich-Dahrenwurth, Kannemoor, Kattrepel, Marnerdeich, Marner Neuenkoogsdeich, Norderwisch, Ramhusen, Rösthusen, Sankt Michaelisdonn, Schmedeswurth, Süderwisch, Trennewurth-Trennewurtherdeich, Volsemenhusen |
| Nordermeldorf             | Barsfleth, Epenwöhrden, Ketelsbüttel, Thalingburen |
| Nordhastedt               | Nordhastedt, Osterwohld, Westerwohld |
| Süderhastedt              | Eggstedt, Frestedt, Großenrade, Hindorf, Hochdonn, Hopen, Kleinhastedt, Süderhastedt, Westdorf |
| Südermeldorf-Geest        | Bargenstedt, Farnewinkel, Fiel, Gudendorf, Krumstedt, Lehrsbüttel, Nindorf, Odderade, Sarzbüttel, Windbergen, Wolmersdorf |
| Südermeldorf-Marsch       | Ammerswurth, Busenwurth, Eesch, Elpersbüttel |
| Süderwöhrden              | Großbüttel, Hohenwöhrden, Neuenkrug, Neuenwisch, Wackenhusen, Walle, Wöhrden |

### Eingemeindungen 1934–1970
Die folgende Liste enthält alle Gemeinden des Kreises Süderdithmarschen, die in der Zeit von 1934 bis zur Auflösung des Kreises am 26. April 1970 in andere Gemeinden eingegliedert wurden:
| Gemeinde                      | eingemeindet nach   | Datum der Eingemeindung |
| ----------------------------- | ------------------- | ----------------------- |
| Ammerswurth                   | Meldorf             | 1. April 1935           |
| Barlter Alten- und Neuendeich | Barlt               | 1. Juli 1964            |
| Behmhusen                     | Eddelak             | 1. Januar 1966          |
| Braaken                       | Hemmingstedt        | 1. Januar 1966          |
| Brunsbüttelkoog               | Brunsbüttel         | 1. Januar 1970          |
| Diekhusen                     | Diekhusen-Fahrstedt | 1. Januar 1970          |
| Fahrstedt                     | Diekhusen-Fahrstedt | 1. Januar 1970          |
| Friedrichskoog                | Adolf-Hitler-Koog   | 1. April 1939           |
| Großbüttel                    | Süderwöhrden        | 1. April 1938           |
| Hindorf                       | Sankt Michaelisdonn | 1. Oktober 1935         |
| Hohenwöhrden                  | Süderwöhrden        | 1. April 1938           |
| Hopen                         | Sankt Michaelisdonn | 1. Oktober 1935         |
| Kannemoor                     | Volsemenhusen       | 1. Januar 1970          |
| Kattrepel                     | Neufeld             | 1. Januar 1970          |
| Kleinhastedt                  | Süderhastedt        | 1. Februar 1966         |
| Lehrsbüttel                   | Odderade            | 1. Januar 1966          |
| Lohe                          | Lohe-Rickelshof     | 1. Februar 1966         |
| Marner Neuenkoogsdeich        | Neufeld             | 1. Januar 1970          |
| Mühlenstraßen                 | Brunsbüttel         | 1. Januar 1970          |
| Neuenkrug                     | Süderwöhrden        | 1. April 1938           |
| Neuenwisch                    | Süderwöhrden        | 1. April 1938           |
| Norderwisch                   | Volsemenhusen       | 1. Januar 1970          |
| Osterbelmhusen                | Brunsbüttel         | 1. Januar 1970          |
| Ostermoor                     | Brunsbüttel         | 1. Januar 1970          |
| Osterwohld                    | Nordhastedt         | 1. April 1936           |
| Rickelshof                    | Lohe-Rickelshof     | 1. Februar 1966         |
| Rösthusen                     | Volsemenhusen       | 1. Januar 1970          |
| Süderwisch                    | Volsemenhusen       | 1. Januar 1970          |
| Wackenhusen                   | Süderwöhrden        | 1. April 1938           |
| Walle                         | Süderwöhrden        | 1. April 1938           |
| Westdorf                      | Sankt Michaelisdonn | 1. Oktober 1935         |
| Westerbelmhusen               | Brunsbüttel         | 1. Januar 1970          |
| Westerbüttel                  | Brunsbüttel         | 1. Januar 1970          |
| Westerwohld                   | Nordhastedt         | 1. April 1936           |
| Wöhrden                       | Süderwöhrden        | 1. April 1938           |

## Kfz-Kennzeichen
Am 1. Juli 1956 wurde dem Kreis bei der Einführung der bis heute gültigen Kfz-Kennzeichen das Unterscheidungszeichen MED zugewiesen. Es leitet sich von der ehemaligen Kreisstadt Meldorf ab und wurde bis zum 25. April 1970 ausgegeben. Seit dem 20. April 2015 ist es in Zusammenhang mit der Kennzeichenliberalisierung wieder erhältlich.